# 月山神社
月山神社（がっさんじんじゃ）は山形県の月山山頂（標高 1,984m）に鎮座する神社である。『延喜式神名帳』において名神大社とされた式内社で、明治の近代社格制度では東北地方唯一の官幣大社であった。古来から修験道を中心とした山岳信仰の場とされ、現在も多くの修験者や参拝者を集めている。

## 祭神
- 月読命

神仏習合により月山神の本地仏は阿弥陀如来であると考えられるようになったが、八幡神の本地仏である阿弥陀如来が、月読命になぞらえられた月山神の本地仏となったのは東北的な特性であると言え、浄土教の浸透が阿弥陀如来信仰を月山に導いたと思われる。室町時代まで月山の神は八幡大菩薩とされていた。
なお、月山の縁年は卯年とされ、卯年に参拝するとご利益が上がると言われている。

## 由緒

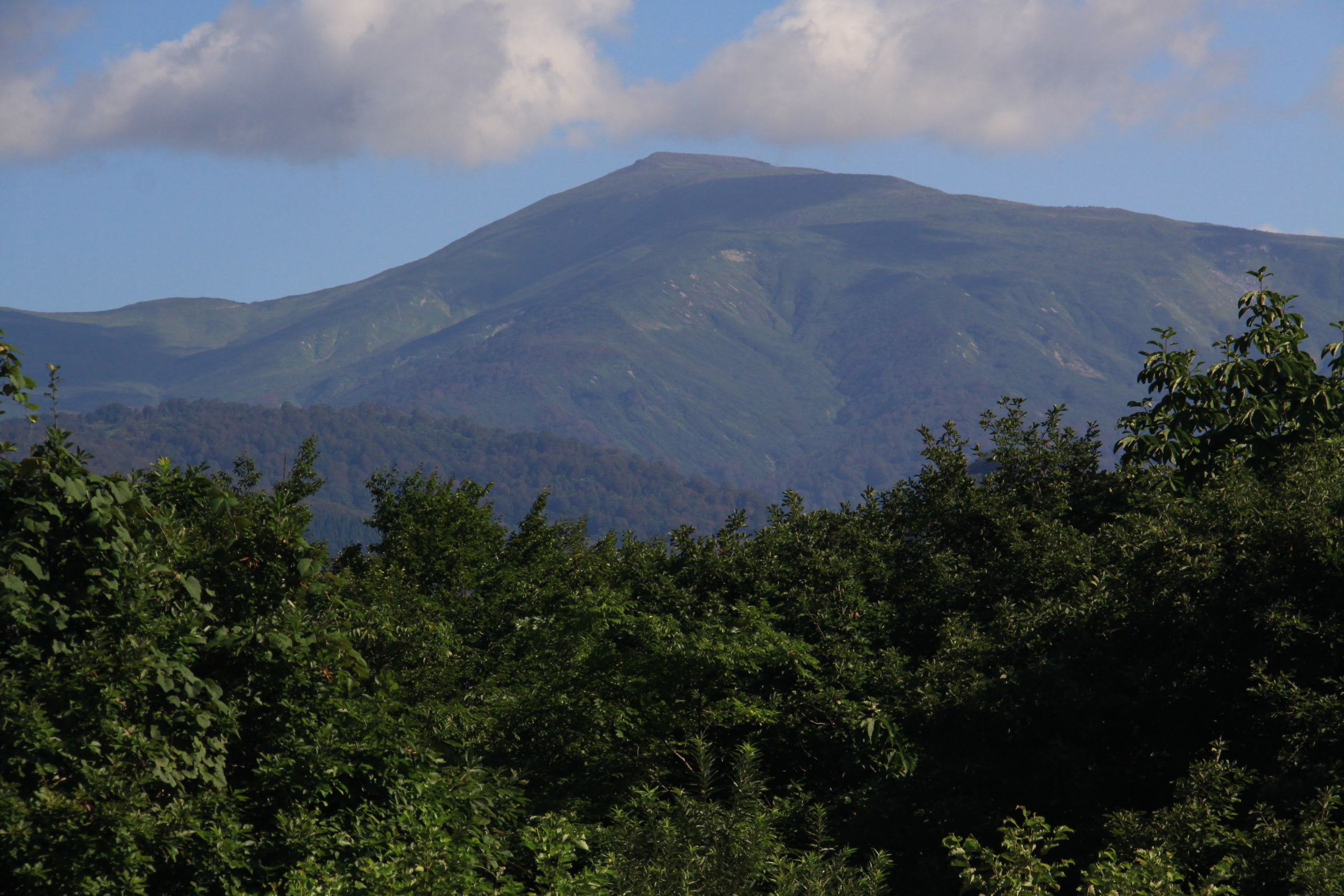
霊峰 月山

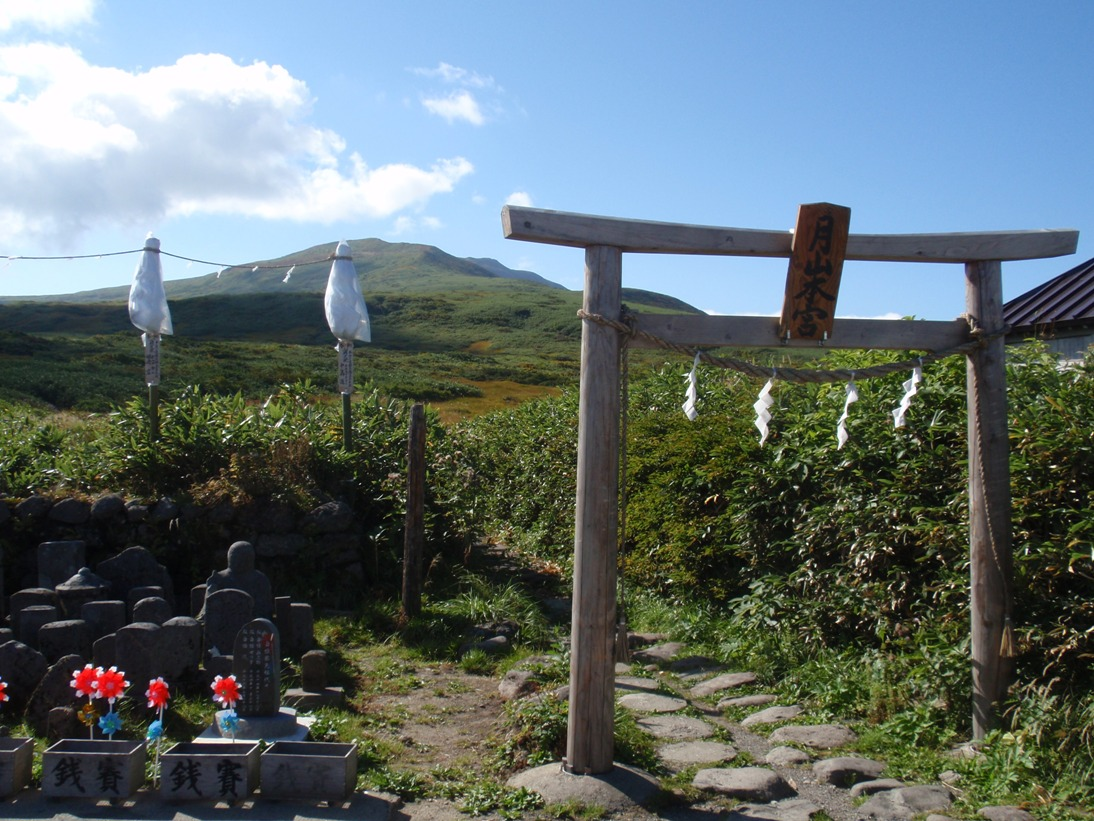
弥陀ヶ原にある木製鳥居

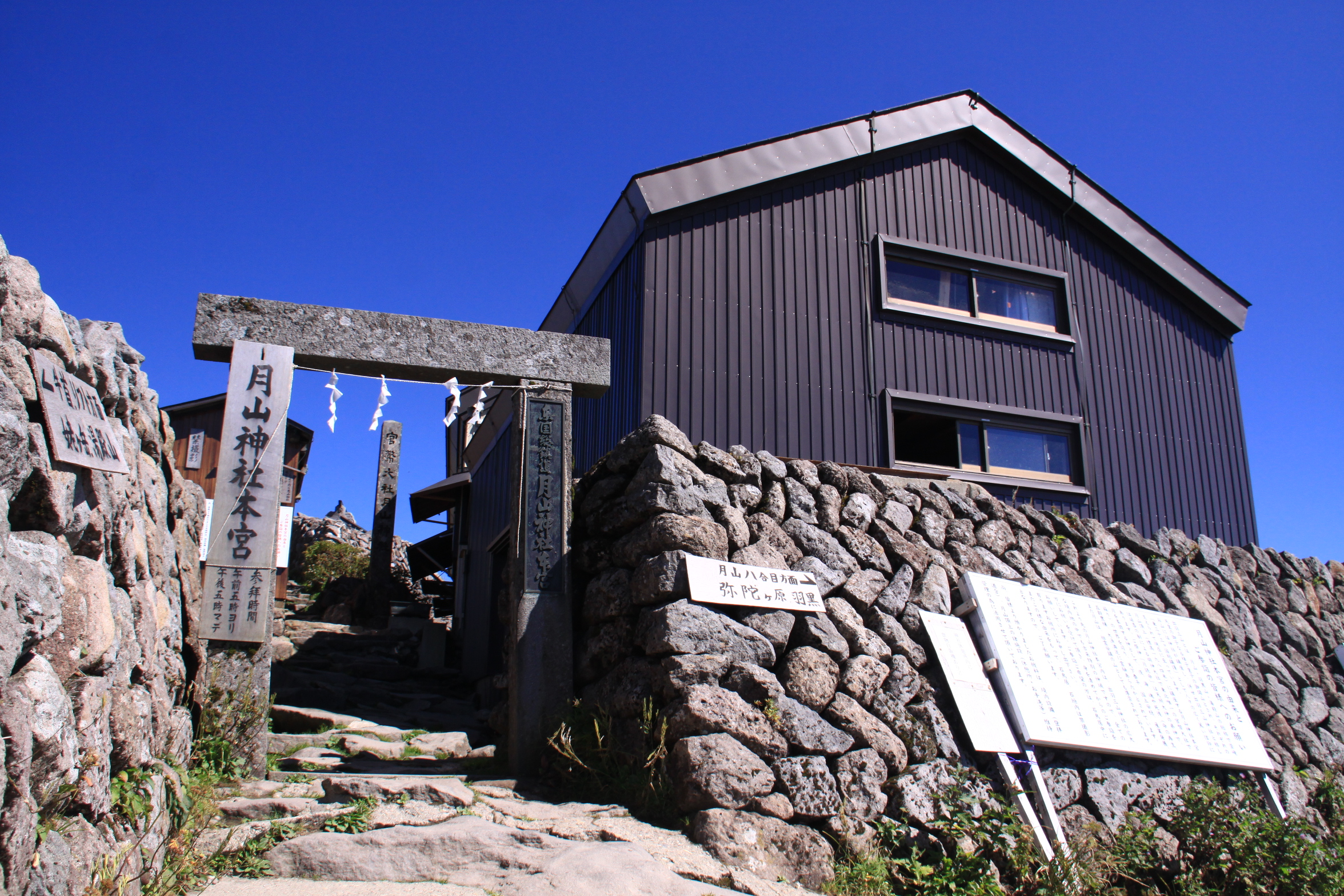
石鳥居
石鳥居と石垣の内側は神域のため、中での撮影が禁止されている。石鳥居の奥には官幣大社の石標が見える。

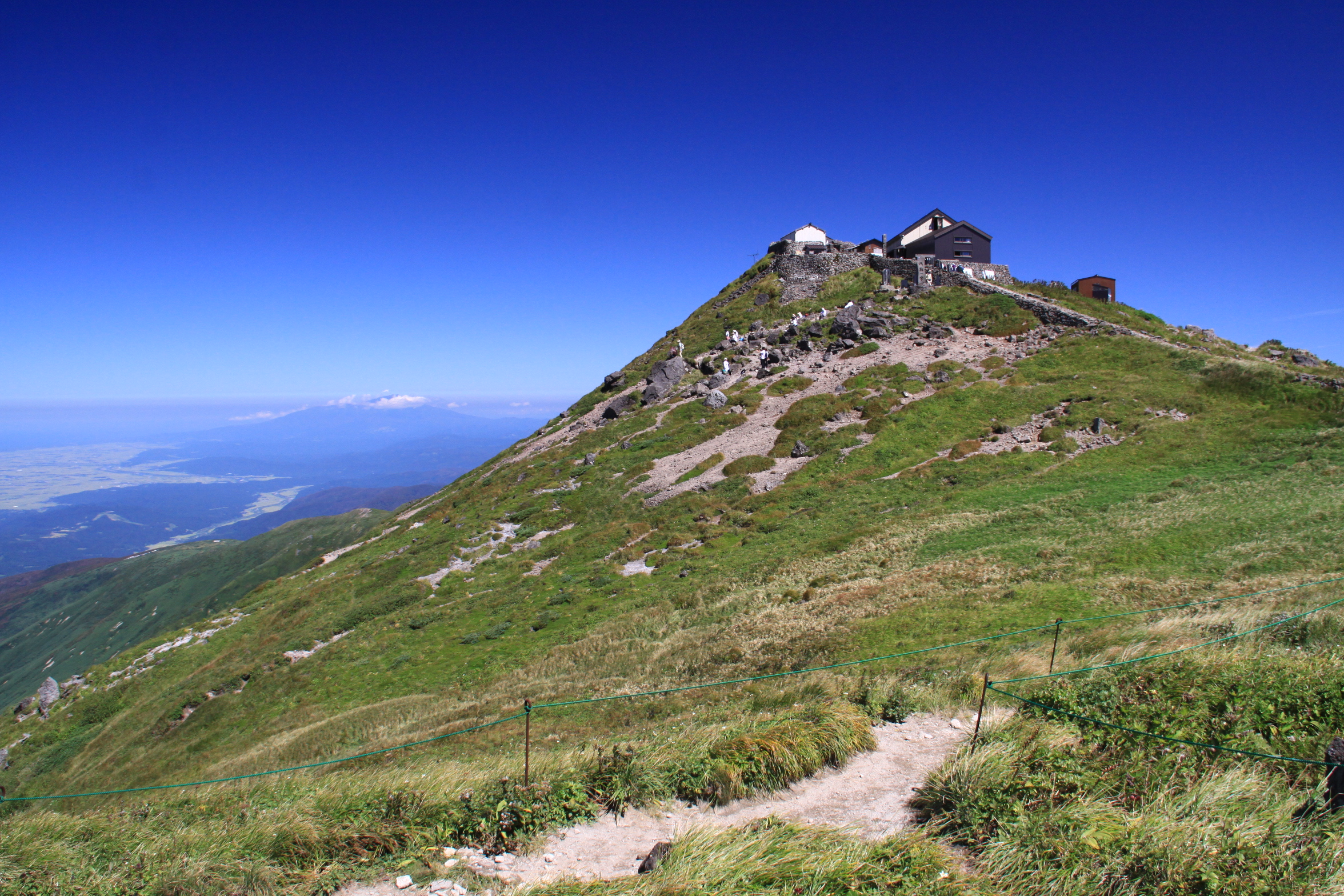
神社遠景
左奥には鳥海山が見える。

社伝によれば、崇峻天皇の第3皇子である蜂子皇子が推古天皇元年（593年）に羽黒山を開山し、さらに同年、月山を開山して当社を建立したのだと言う。蜂子皇子は土地の人たちの面倒をよく見て、悩みや苦しみに耳をかたむけたことから「能除仙」と呼ばれるようになったとされる。
しかしながら、史料から考察する限り、開祖である能除仙と蜂子皇子が同一人物であると言う根拠は無い。また、磐舟柵が3度目に修理された文武天皇4年（700年）から出羽郡が建てられた和銅元年（708年）の間に越国以北の夷征が行われたが、出羽の蝦夷征討が開始される前に出羽三山へ登ることは出来なかったと思われる。
『新抄格勅符抄』の宝亀4年（773年）10月符では月山神に神封2戸が寄せられているが、これが月山神の史上における初見である。
『日本三代実録』には月山神の記事が度々登場し、神階の陞叙を受けるなどしている。以下は時系列的に並べた『日本三代実録』における月山神の記事である。
- 貞観6年（864年）2月5日の条 ： 出羽国の正四位上勳六等月山神を従三位に陞叙する。
- 貞観10年（868年）4月15日の条 ： 出羽国からの報告。飽海郡の月山、大物忌の両神社前へ石鏃6枚が雨のように降った。
- 貞観18年（876年）8月2日の条 ： 出羽国の従三位勳六等月山神を正三位に陞叙する。
- 元慶2年（878年）7月10日の条 ： 出羽国の正三位勲五等大物忌神と正三位勲六等月山神に神封各二戸を増す。
- 元慶2年（878年）8月4日の条 ： 出羽国の正三位勲五等大物忌神を勲三等へ、正三位勲六等月山神を勲四等へ陞叙する。
- 元慶4年（880年）2月27日の条 ： 出羽国の正三位勲四等月山神と正三位勲三等大物忌神をいずれも従二位へ陞叙する。
- 仁和元年（885年）11月21日の条 ： 去る6月21日に出羽国秋田城中および飽海郡神宮寺西浜に石鏃の雨が降ったが、陰陽寮によれば陰謀兵乱の前兆だという。また神祇官によれば、飽海郡の大物忌神と月山神、田川郡の由豆佐乃売神に不敬があり祟ったのだと言う。そこで国司に諸神を丁重に祀ると共に慎んで警固するよう勅を下した。

延長5年（927年）の『延喜式神名帳』により名神大社へ列格された。また同じ『延喜式』の「主税式」においては、月山神と大物忌神の祭祀料として2,000束を国家から受けている。
上記のように『日本三代実録』や『延喜式』では田川郡の山である月山の神が飽海郡の神とされているが、これは、この段階では鳥海山の大物忌神社とともに国府近くの飽海郡において社殿が営まれ奉斎されていたからだと思われる。
詳しい時期は不明だが、おそらく平安時代中期から明治の神仏分離まで、月山は出羽三山の一角として修験の道場となっていた。なお、奈良時代末期に至るまで開山を裏付ける資料は発見できないが、平安時代になって初めて考慮を要する資料を見ることが出来る。
この出羽三山の宗教勢力は次第に隆盛し、一大領国とも言うべき大勢力となって行った。このため戦国時代から安土桃山時代には、自勢力に取り込もうとする武藤氏、上杉氏、最上氏などの戦国武将達から干渉を受けた。特に最上義光は庄内平野へ侵攻するにあたり、しばしば月山を越えたため、兵卒により御室が荒らされたり、仏像や神宝が略奪されるなどした。このため羽黒山では、月山の西の覗（のぞき）にある洞穴に仏像や神宝を隠し、その秘密を守るため妻帯修験の重陽坊に一子相伝で管理させた。しかし、その一方で、関ヶ原の戦い以後、庄内や由利を領有した最上義光は、出羽三山を懐柔するため羽黒山・月山の修理再建を行った。その一つとして慶長6年（1601年）当社本宮の修復が行われている。
江戸時代に入っても出羽三山は修験道の場として人々の信仰を集めた。元禄2年（1689年）には俳聖松尾芭蕉が出羽三山を訪れ、同年6月6日に月山へ登拝しており、紀行文『おくのほそ道』には月山を詠んだ 「雲の峯 いくつ崩れて 月の山」 の句が残されている。
明治元年（1868年）神仏分離令が出されると出羽三山は廃仏毀釈の激しい波に晒された。僧侶や山伏には還俗して神官となるものもいたが、仏法の衰微を憂いて自殺を図るものも出た。また多くの貴重な仏像、仏具、経巻が破壊によって失われたり、売り払われて散逸したりした。明治5年（1872年）には修験宗廃止令が出され、出羽三山の修験は途絶えるかと思われたが、その後、生き残った山伏達の努力によりその命脈を保つことになる。
このような混乱の中で出羽三山の神仏分離は進められ、明治7年（1874年）8月31日に当社は近代社格制度により国幣中社へ列せられ、さらに明治18年（1885年）4月22日に官幣中社、大正3年（1914年）1月4日には官幣大社に昇格されている。その後、第2次世界大戦の終戦に伴い近代社格制度が廃止されると、昭和23年（1948年）当社は神社本庁が包括する別表神社となった。
昭和29年（1954年）当社と出羽神社、湯殿山神社を併せた宗教法人として出羽三山神社（三神合祭殿）が羽黒山に置かれている。